# Automeris annulata
Automeris annulata är en fjärilsart som beskrevs av William Schaus 1906. Automeris annulata ingår i släktet Automeris och familjen påfågelsspinnare. Inga underarter finns listade i Catalogue of Life.